# Хуасягнат
Хуасягнат (лат. Huaxiagnathus) — род тероподных динозавров из семейства компсогнатид (Compsognathidae), окаменелые остатки которых найдены в нижнемеловых отложениях формации Исянь (130,0—122,46 млн лет назад). Единственным видом является Huaxiagnathus orientalis.

## Описание

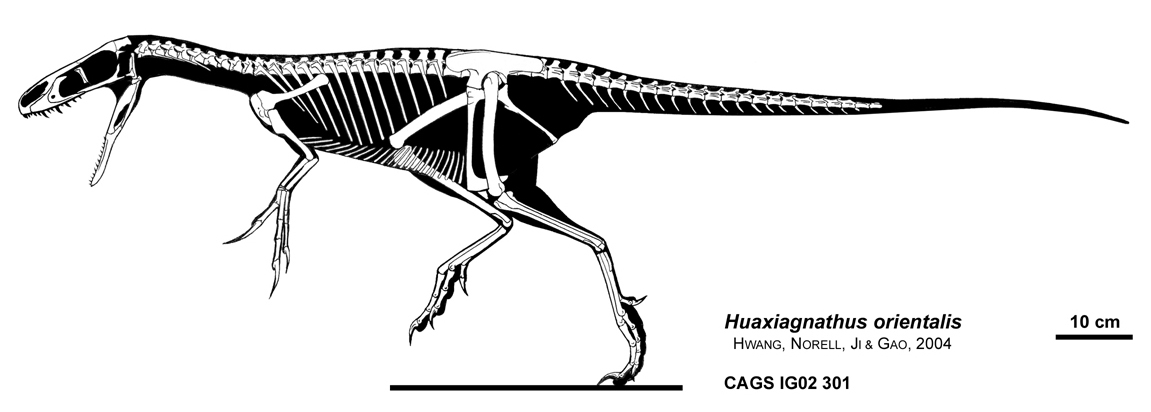
Реконструкция скелета

Сравнительные размеры двух образцов хуасягната с человеком. Голотип выделен зелёным цветом

Хуасягнат был крупным компсогнатидом, на полметра длиннее компсогната (Compsognathus) и больше образца синозавроптерикса (Sinosauropteryx). Длина самого крупного экземпляра этого животного составляет 1,8 метра. Образец голотипа CAGS-IG-02-301 был найден в формации Исянь, рядом с деревней Дабангоу, провинция Ляонин (Китай). Образец представляет собой почти полный скелет, лишённый только кончика хвоста, который сохранился на пяти каменных плитах. Среди остатков голотипа были обнаружены частнично переваренные окаменелые кости неопознанного позвоночного. Другой, более крупный образец (NGMC 98-5-003) был обнаружен ранее возле населённого пункта Сихетун, но повреждения и ошибки, совершённые во время препарации, сделали его непригодным в качестве голотипа.
Название таксона происходит от кит. 華夏, Hua Xia — исторической концепции китайского народа и цивилизации, с добавлением др.-греч. gnathus, челюсть.
Кладистический анализ, выполненный авторами описания, указывает, что хуасягнат был базальным компсогнатидом, на что указывает его неспециализированное предплечье.
Хван и его команда составили диагноз таксона на основе следующих признаков:
- в отличие от всех известных компсогнатидов, хуасягнат имеет очень длинный задний отросток предчелюстной кости, перекрывающий предглазничную ямку;
- длина кисти, равная суммарной длине плечевой и локтевой костям;
- крупные когти на I и II пальцах, равные 167 % длины III когтя;
- I пястная кость, имеющая меньшую проксимальную поперечную ширину, чем II пястная кость;
- наличие редуцированного отростка на локтевой кости.